# Тимотесубани (село)
Тимотесубани — село в Боржомском муниципалитете, в Самцхе-Джавахетском регионе Грузии. Оно известно как старинное поселение с богатыми культурными и историческими традициями, а также памятниками средневековой архитектуры. Главной достопримечательностью села является монастырь Тимотесубани, известный как один из наиболее значительных архитектурных памятников средневековой Грузии.
| Год  | Население |
| ---- | --------- |
| 2002 | 254       |
| 2014 | 235▼      |

## История
Первые упоминания о селе можно найти в исторических документах, относящихся к раннему средневековью. Село расположено в живописной долине на высоте около 1000 метров над уровнем моря и окружено горами и лесами. Географическое расположение способствовало тому, что оно стало важным пунктом на торговых и военных путях, связывавших регионы Западной и Восточной Грузии.
Особую значимость село приобрело в период правления грузинской царицы Тамары в XII—XIII веках. Именно в это время началось строительство монастыря Тимотесубани, который стал центром духовной жизни региона и сыграл важную роль в культурном развитии Грузии.

## Монастырь Тимотесубани
Монастырский комплекс Тимотесубани включает храм Успения Пресвятой Богородицы и несколько хозяйственных построек, относящихся к XII—XIII векам. Этот храм считается одним из важнейших памятников грузинского зодчества и искусства. Строительство монастыря связывают с богатым феодалом Шалвой из рода Арагвели, который принадлежал к аристократии Картли и поддерживал царицу Тамару в её стремлениях к укреплению и процветанию грузинского государства.
Храм Успения Пресвятой Богородицы выполнен в традиционном грузинском стиле и представляет собой трёхнефное здание с куполом, окружённое монументальной оградой. На его стенах сохранились уникальные фрески XIII века, изображающие сцены из Библии и жития святых. Фрески отличаются высокой художественной ценностью и считаются одними из лучших образцов средневековой грузинской монументальной живописи. Среди изображений можно найти сцены Вознесения, Успения Богородицы, а также редкие композиции, отражающие особенности византийского влияния на грузинское искусство.

### Архитектура и искусство
Архитектурный стиль храма Тимотесубани объединяет элементы византийского и грузинского зодчества. Храм возведен из белого и красного камня, что придает ему особую монументальность и выразительность. Стены украшены резными орнаментами, символизирующими религиозные и культурные ценности. Купол, как и фасады здания, выделяется своей массивностью и изяществом. Интерьер храма украшен резными колоннами и арками, создающими ощущение гармонии и величия.
Особую ценность представляет крестово-купольная композиция, характерная для грузинской архитектуры той эпохи. Росписи, украшающие стены и купол храма, выполнены в технике фрески и представляют собой работы неизвестных мастеров, которые, по мнению исследователей, были высококвалифицированными художниками, способными работать с тонкими цветовыми переходами и сложными композиционными решениями.

### Культурное и религиозное значение
С течением времени монастырь стал центром паломничества и культурного обмена. Сюда приезжали паломники со всей Грузии и из соседних регионов. Монастырь долгое время оставался местом обучения и переписывания рукописей, благодаря чему здесь сохранилась уникальная коллекция древних текстов и манускриптов.
В монастыре часто проводились важные религиозные праздники, собирая верующих из окрестных сёл и городов. Монастырь играл важную роль в духовной жизни Грузии, а также в сохранении грузинских традиций и обычаев. В XIX веке, после упадка Грузинского царства и включения Грузии в состав Российской империи, монастырь пришел в упадок, и значительная часть его имущества была утрачена. Однако с начала XX века были предприняты попытки по восстановлению и сохранению монастырского комплекса.

## Современное состояние
В настоящее время село Тимотесубани и его монастырь представляют собой значимый объект культурного наследия Грузии. В конце XX века были проведены реставрационные работы, направленные на сохранение архитектурных элементов и фресок. Храм снова стал местом паломничества, и в него приезжают туристы.
Тимотесубани также привлекает внимание исследователей, историков и искусствоведов, занимающихся изучением грузинского искусства и архитектуры. Село включено в культурные маршруты Грузии, и многие туристические агентства предлагают экскурсии к монастырю Тимотесубани.

## Природа и туризм
Село расположено в живописной долине, окруженной горами и лесами, что делает его привлекательным местом для экотуризма и пеших прогулок. Близость к Боржоми позволяет туристам совместить посещение знаменитых минеральных источников и экскурсии по живописным окрестностям.
Климат региона умеренный, что делает его комфортным для посещения в любое время года. Летом здесь мягко и зелено, зимой же окрестные холмы и горы покрываются снегом, создавая живописные пейзажи.